# Scharhörn
Scharhörn er en 20 hektar stor ø i den sydøstlige del af Nordsøen og i den sydvestlige del af Elbenmundingen i det nordvestlige Tyskland. Øen ligger cirka 17 km nordvest for Cuxhaven. Politisk hører øen sammen med naboøerne Neuwerk og Nigehörn til Kreis Hamburger Mitte Hamborg, som ligger ca. 100 kilometer længere mod sydøst. Øen er en del af den 11.700 hektar store nationalpark Hamburgisches Wattenmeer. Scharhörns eneste indbygger bor på fuglestationen og vogter områdets fugleliv. Scharhörn ligger på samme sandbanke som den lidt større ø Nigehörn. Hele sandbanken er 2,75 km lang og 1,5 km bred. Scharhörns højete punkt ligger cirka 6 meter over havet. Ved stormflod mistede øen indtil 1989 ofte land på den vestlige side medens den øgedes på den østlige side.
Ifølge lovene "Groß-Hamburg-Gesetzes" kom Scharhörn, Cuxhaven og Neuwerk 1937 under Preussen og dermed i 1947 en del af den nye delstat Niedersachsen. Igennem en statskontrakt mellem Niedersachsen og Hamborg blev øerne Scharhörn og Neuwerk 1969 igen indlemmet i delstaten Hamborg. Baggrunden for denne kontrakt var sikringen af et sted til bygningen af Hamborgs dybvandshavn, der dog aldrig blev realiseret.
Det beskyttede fugleområde med øerne Scharhörn og Nigehörn er under tilsyn af "Verein Jordsand". De har med en længde på 2,75 km og en bredde på 1,5 km en størrelse på ca. 500 ha. Fra Neuwerk er der ved ebbe ca. en 8 km lang vandretur gennem vadehavet til øen. Scharhörn kan kun besøges ved officielle føringer eller ved at kontakte fuglevogteren.
Siden øen 1939 blev et naturbeskyttet område, står der en fuglebeskyttelsehytte med bygget på et fundament af pæle. Indtil 1997 blev hytten flyttet flere gange, da vandreklitten Scharhörn hvert år vandrede fire meter mod sydøst. For at sikre øens fugleliv, blev der 1989 sydvest for Scharhörn oppumpet 1,2 millioner kubikmeter sand til den nye kunstige ø Nigehörn "Neuer Winkel". Gennem udplantning af klitgræs og buske stabiliseres den nye ødannelse. Klitvandringen er nu ophørt og mellem de to øer befinder der sig nu saltenge bevokset med salturt.